# عاصمة

طوكيو عاصمة اليابان وأكثر مدن العالم اكتظاظًا بالسكان.

مدينة العاصمة أو العاصمة فقط هي البلدية التي تتمتع بوضع رئيسي في بلد أو ولاية أو إقليم أو قسم أو أي تقسيم فرعي آخر، عادةً كمقر للحكومة. العاصمة عادةً مدينة تحتوي فعليًا على مكاتب الحكومة وأماكن اجتماعاتها؛ ما تحدد العاصمة بموجب القانون أو الدستور. في بعض الولايات القضائية ضمن عدة بلدان، تكون فروع الحكومة المختلفة في مستوطنات مختلفة، مما يعني أحيانًا وجود عواصم رسمية متعددة. في بعض الحالات، يجدر التمييز بين العاصمة الرسمية (الدستورية) ومقر الحكومة الذي يكون في مكان آخر.
غالبًا ما تستخدم وسائل الإعلام الإخبارية الناطقة باللغة الإنجليزية اسم العاصمة كاسم بديل للحكومة في البلد التي هي عاصمته، كنوع من المجاز المرسل. مثلًا، تشير عبارة «العلاقات بين لندن وواشنطن» إلى «العلاقات بين المملكة المتحدة والولايات المتحدة».

## الأصول

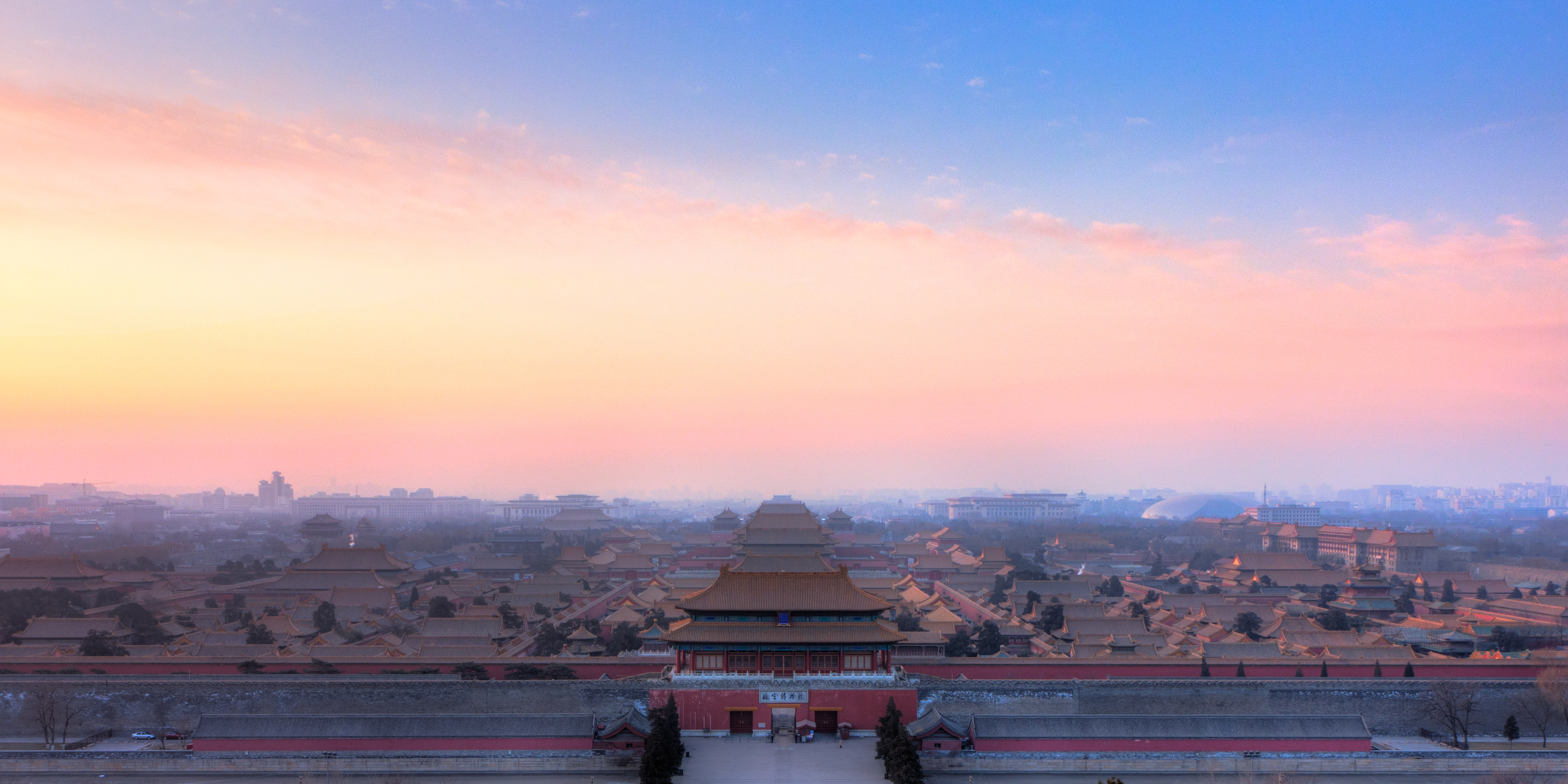
بكين: العاصمة السياسية والثقافية التاريخية كما تتجلى في المنظر من تلة الفحم

تاريخيًا، غالبًا ما أصبح المركز الاقتصادي الرئيسي لدولة أو منطقة محور القوة السياسية، وأصبح عاصمة من خلال الغزو أو الاتحاد. تشمل الأمثلة التاريخية بابل القديمة، وأثينا القديمة، وروما القديمة، وبغداد العباسية، والقسطنطينية، وتشانغان، وكوسكو القديمة. لم تكن مدينة العاصمة الحديثة موجودة دائمًا: في أوروبا الغربية في العصور الوسطى، كان وجود حكومة متنقلة (متجولة) أمرًا شائعًا.
تجذب العاصمة الأشخاص الذين لديهم دوافع سياسية وأولئك الذين تحتاجهم المهارات اللازمة للإدارة الفعالة للحكومات الوطنية أو الإمبراطورية، مثل المحامين، وعلماء السياسة، والمصرفيين، والصحفيين، وواضعي السياسات العامة. كانت بعض هذه المدن (ولا زال منها) أيضًا مراكز دينية، مثلًا: القسطنطينية (أكثر من دين واحد)، روما/مدينة الفاتيكان (الكنيسة الكاثوليكية الرومانية)، القدس (أكثر من دين واحد)، بابل، موسكو (الكنيسة الأرثوذكسية الروسية)، بلغراد (الكنيسة الأرثوذكسية الصربية)، باريس، وبكين. في بعض البلدان، تغيرت العاصمة لأسباب جيوسياسية؛ خسرت مدينة توركو، التي كانت أول مدينة في فنلندا والتي كانت عاصمة البلاد منذ العصور الوسطى تحت الحكم السويدي، مكانتها خلال دوقية فنلندا الكبرى في عام 1812، عندما جعلت الإمبراطورية الروسية هلسنكي العاصمة الحالية لفنلندا.
إن تلاقي القوة السياسية والاقتصادية أو الثقافية ليس بالضرورة شموليًا. قد تتضاءل أهمية العواصم التقليدية اقتصاديًا أمام منافسيها الإقليميين، كما هو الحال مع نانجينغ مقارنةً بشانغهاي، ومدينة كيبيك مقارنةً بمونتريال، وعدة عواصم للولايات الأمريكية. قد يعني تراجع سلالة حاكمة أو ثقافة معينة أيضًا انقراض عاصمتها، كما حدث في بابل وكاهوكيا. مورس «التنقل السياسي» في الشرق الأدنى القديم لزيادة الروابط بين الحاكم والرعية.
رغم أن العديد من العواصم تُحدد بموجب الدستور أو التشريعات، فإن العديد من العواصم التي لها تاريخ طويل لا تملك مثل هذا التحديد القانوني، مثل بيرن، وإدنبرة، ولشبونة، ولندن، وباريس، وويلينغتون. تعرف تلك المدن على أنها عواصم بناءً على العرف، ولأن كل أو معظم المؤسسات السياسية المركزية في البلاد، مثل الدوائر الحكومية، المحكمة العليا، الهيئة التشريعية، السفارات، إلخ، تقع فيها أو بالقرب منها.

## العواصم الحديثة
تقع العديد من العواصم الحديثة بالقرب من مركز البلاد، بحيث تكون أكثر سهولة لوصول السكان إليها وتحظى بحماية أفضل من الغزوات المحتملة. قد يعتمد الموقع أيضًا على حل وسط بين مدينتين أو أكثر أو تقسيمات سياسية أخرى، أو لأسباب تاريخية، أو لأن هناك حاجة إلى مساحة كافية لبناء مدينة جديدة مخططة بشكل متعمد لتكون العاصمة. الغالبية العظمى من العواصم الوطنية هي أيضًا أكبر مدينة في بلدانها. من الأمثلة الحديثة: بكين، وبرلين، والقاهرة، ولندن، ومدريد، ومكسيكو سيتي، وموسكو، وباريس، وطوكيو.
لدى المقاطعات في المملكة المتحدة مدن مقاطعات تاريخية، والتي غالبًا ما لا تكون أكبر مستوطنة داخل المقاطعة وغالبًا لم تعد مراكز إدارية، حيث أن العديد من المقاطعات التاريخية الآن أصبحت فقط تشريفية، والحدود الإدارية مختلفة. زاد عدد العواصم الجديدة في العالم بعد عصر النهضة، خاصة مع تأسيس الدول القومية المستقلة منذ القرن الثامن عشر.
في كندا، هناك عاصمة فدرالية، بينما تمتلك المقاطعات العشر والأقاليم الثلاثة كل منها عواصمها. الولايات في دول مثل المكسيك والبرازيل (بما في ذلك المدن الشهيرة ريو دي جانيرو وساو باولو، عواصم ولاياتها المعنية)، وأستراليا تمتلك أيضًا كل منها عواصمها. مثلًا، العواصم الست للولايات في أستراليا هي أديليد، وبريزبن، هووبارت، وملبورن، وبيرث، وسيدني. في أستراليا، يُستخدم مصطلح «العواصم» للإشارة إلى هذه العواصم الست بالإضافة إلى العاصمة الفدرالية كانبرا، وداروين، عاصمة الإقليم الشمالي. أبوظبي هي عاصمة إمارة أبوظبي وأيضًا عاصمة الإمارات العربية المتحدة بأكملها.
في الدول الوحدوية أو المركزية التي تتكون من عدة دول، مثل المملكة المتحدة ومملكة الدنمارك، يكون لكل منها عادةً عاصمتها الخاصة. على عكس الاتحادات الفدرالية، لا توجد عادةً عاصمة وطنية منفصلة، بل تكون عاصمة إحدى الدول المكونة هي أيضًا عاصمة الدولة ككل، مثل لندن، التي هي عاصمة إنجلترا والمملكة المتحدة. بالمثل، لكل من المجتمعات ذاتية الحكم في إسبانيا والأقاليم في إيطاليا عاصمة، مثل إشبيلية ونابولي، بينما مدريد هي عاصمة مجتمع مدريد والمملكة الإسبانية بأكملها، وروما هي عاصمة إيطاليا وإقليم لاتسيو.
في جمهورية ألمانيا الاتحادية، لكل من ولاياتها المكونة عاصمة خاصة بها، مثل دريسدن، وفيسبادن، وماينز، ودوسلدورف، وشتوتغارت، وميونيخ، وكذلك جميع جمهوريات الاتحاد الروسي. العواصم الوطنية لألمانيا وروسيا (ولاية مدينة برلين والمدينة الفدرالية موسكو) هي أيضًا ولايات مكونة لكل من البلدين بحد ذاتها. كل من ولايات النمسا وكانتونات سويسرا لديها أيضًا عواصمها الخاصة. فيينا، العاصمة الوطنية للنمسا، هي أيضًا واحدة من الولايات، بينما برن هي العاصمة (بحكم الواقع) لكل من سويسرا وكانتون برن.

## العواصم في الاستراتيجيات العسكرية
المدينة العاصمة تكون عادةً، ولكن ليس دائمًا، هدفًا رئيسيًا في الحرب، حيث أن احتلالها يضمن عادةً الاستيلاء على جزء كبير من حكومة العدو، وانتصار القوات المهاجمة، أو على الأقل إحباط القوات المهزومة.
في الصين القديمة، حيث كانت الحكومات بيروقراطيات مركزية ضخمة مع مرونة قليلة على المستوى الإقليمي، كان يمكن بسهولة إسقاط السلالة بسقوط عاصمتها. في فترة الممالك الثلاث، سقطت كل من مملكتي «شو» و«وو» عندما سقطت عاصمتهما تشنغدو وجيانغيه. نقلت سلالة مينغ عاصمتها من نانجينغ إلى بكين، حيث تمكن من السيطرة فعليًا على الجنرالات والقوات التي تحرس الحدود من المغول والمانشو. دمرت سلالة مينغ عندما استولى لي زي تشنغ على مقر سلطتها، وتتكرر هذه النمطية في التاريخ الصيني، حتى سقوط الملكية التقليدية الكونفوشيوسية في القرن العشرين. بعد انهيار سلالة تشينغ، سمحت لامركزية السلطة وتحسين تقنيات النقل والاتصالات لكل من القوميين الصينيين والشيوعيين الصينيين بنقل العواصم بسرعة والحفاظ على هياكل قيادتهم سليمة خلال أزمة الغزو الياباني الكبرى.
كانت للعواصم الوطنية أهمية أقل كأهداف عسكرية في أجزاء أخرى من العالم، مثل الغرب، بسبب الاتجاهات الاجتماعية والاقتصادية نحو السلطة المحلية، وهو منهج استراتيجي شاع بشكل خاص بعد تطور الإقطاعية وأعيد تأكيده بتطور الفلسفات الديمقراطية والرأسمالية. في عام 1204، بعد استيلاء الصليبيين اللاتين على العاصمة البيزنطية، القسطنطينية، تمكنت القوات البيزنطية من إعادة التجمع في عدة مقاطعات؛ تمكن النبلاء الإقليميون من إعادة احتلال العاصمة بعد 60 عامًا والحفاظ على الإمبراطورية لمدة 200 عام أخرى بعد ذلك. نهبت القوات البريطانية عواصم أمريكية مختلفة مرارًا خلال حرب الاستقلال وحرب عام 1812، لكن القوات الأمريكية كانت قادرة على مواصلة القتال من الريف، حيث تمتعوا بدعم من الحكومات المحلية والمدنيين المستقلين. تشمل الاستثناءات لهذه التعميمات الدول المركزية مثل فرنسا، التي يمكن لبيروقراطياتها المركزية تنسيق الموارد البعيدة بفعالية، مما يمنح الدولة ميزة قوية على المنافسين الأقل تماسكًا، ولكن مع خطر الدمار التام إذا ما احتلت العاصمة.

## قوائم العواصم
- قائمة العواصم الوطنية
- قائمة العواصم الوطنية حسب عدد السكان